# Горка (Романовское сельское поселение)
Го́рка — деревня в Весьегонском районе Тверской области. Входит в состав Романовского сельского поселения.

## История
В 1964 году указом Президиума Верховного Совета РСФСР деревне Кобылино присвоено наименование Горка.

## Население
| 2010 |
| ---- |
| 12   |

## Улицы
В деревне имеется одна улица — Проезд Конный.